# Мозалевський Олександр Євтихійович

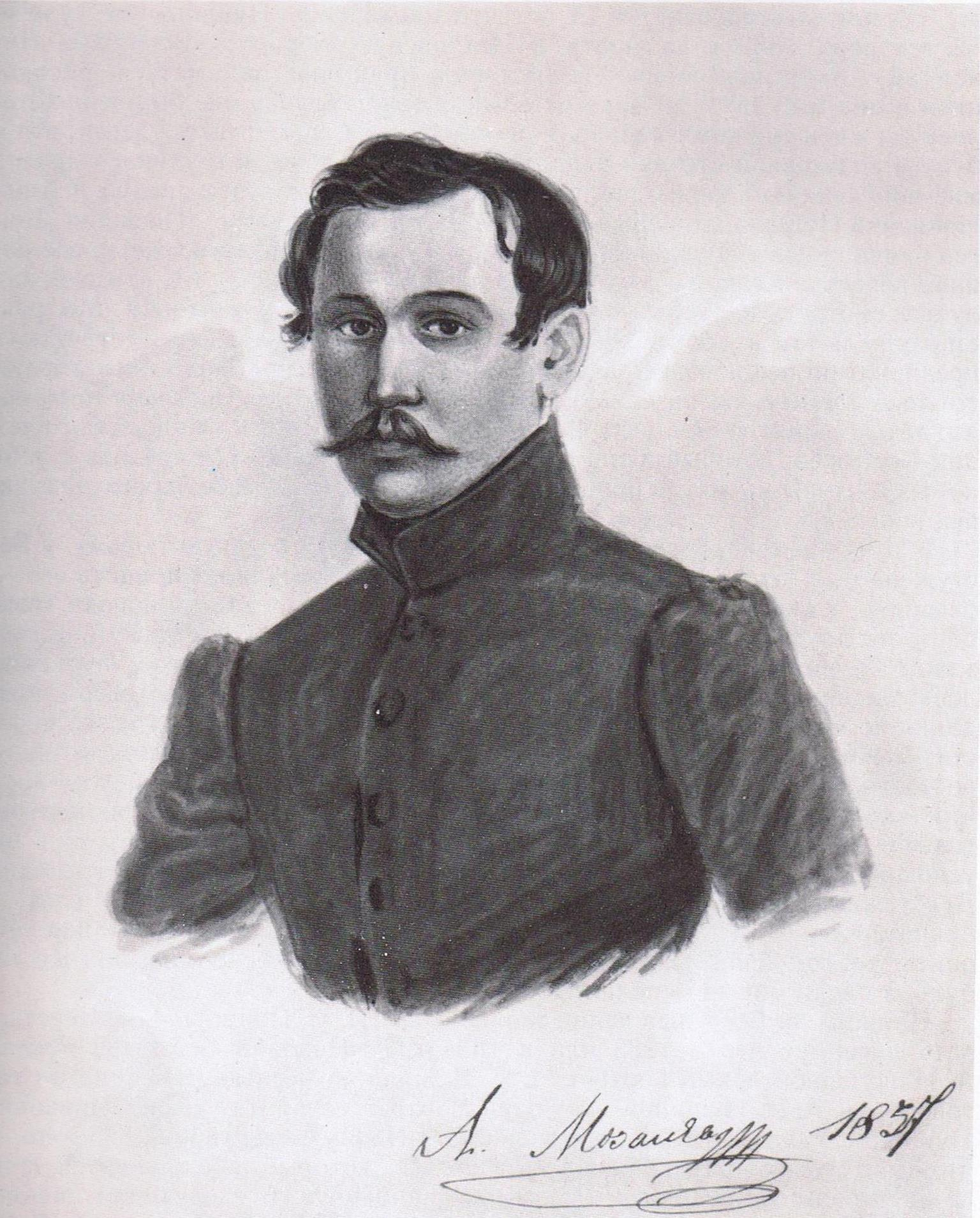
Мозалевський Олександр Євтихійович

Мозалевський Олександр Євтихійович (близько 1803 — 7 червня 1851) — декабрист, прапорщик Чернігівського полку.

## Біографія
Походив з дворян Курської губернії. Батько — Мозалевський Євтихій Іванович, поміщик села Ольшанець, колезький реєстратор. До служби приступив 1821 року підпрапорщиком до Чернігівського піхотного полку. 1824 року — прапорщик, молодший офіцер 6 мушкетерської роти.
Учасник повстання Чернігівського полку. Військовим судом у Могилеві засуджений до смертної кари чвертуванням. По конфірмації 12 липня 1826 року засуджений до позбавлення дворянства, чинів і до довічної каторги. Громадянська страта була проведена в місті Василькові у присутності полків з 9 піхотних дивізій. Відправлений з Києва по етапу пішки до Сибіру 5 вересня 1826 року. В березні 1827 року прибув до Зерентуйського руднику. Притягнутий до суду у зв'язку зі спробою Сухінова Івана Івановича організувати повстання на Зерентуйському руднику, але визнаний невинним і звільнений від відповідальності. В вересні 1830 року переведений до Петровського заводу, 8 листопада 1832 — строк скорочений до 15 років, 14 грудня 1835 — до 13 років. По закінченню строку каторги призначений на поселення до села Різдвяне Єнісейської губернії, через хворобу залишився у Петровському заводі. 1850 року був переведений до села Устьянське. З нагоди 25-річниці правління Миколи І дозволено мешкати у Сибіру повсюди, але під суворим наглядом.